# Jeannie Mai
Jeannie Camtu Mai, còn được biết đến với tên Jeannie Mai, sinh ngày 4 tháng 1 năm 1979) là một MC người Mỹ gốc Việt Nam. Cô được biết đến qua những chương trình như How Do I Look? và Character Fantasy. Với tư cách là một tư vấn thời trang, Jeannie xuất hiện trong nhiều chương trình truyền hình, có thể kể đến như: Today Show (đài NBC, chuyên mục "Fashion Tips Today").

## Thời thơ ấu
Jeannie Camtu Mai sinh ra và lớn lên ở thành phố San Jose, California trong một gia đình gốc Việt Nam. Cô từng theo học trường trung học Milpitas.

## Đời tư
Ngày 11 tháng 8 năm 2007, Mai kết hôn với Freddy Harteis. Mười năm sau, vào tháng 10 năm 2017, cả hai thông báo đang tiến hành các thủ tục ly hôn.

## Giải thưởng và đề cử
| Năm  | Giải thưởng       | Hạng mục                                 | Đối tượng đề cử                                                                  | Kết quả   | Chú thích |
| ---- | ----------------- | ---------------------------------------- | -------------------------------------------------------------------------------- | --------- | --------- |
| 2016 | Giải Daytime Emmy | Outstanding Entertainment Talk Show Host | The Real (với Adrienne Bailon, Tamar Braxton, Loni Love và Tamera Mowry-Housley) | Đề cử     | [ 11 ]    |
| 2017 | Giải Daytime Emmy | Outstanding Entertainment Talk Show Host | The Real (với Bailon, Braxton, Love và Mowry-Housley)                            | Đề cử     | [ 12 ]    |
| 2018 | Giải NAACP Image  | Outstanding Talk Series                  | The Real (với Bailon, Love và Mowry-Housley)                                     | Đoạt giải | [ 13 ]    |
| 2018 | Giải Daytime Emmy | Outstanding Entertainment Talk Show Host | The Real (với Bailon, Love và Mowry-Housley)                                     | Đoạt giải | [ 14 ]    |